# 噶尔丹策零
噶尔丹策零，又译噶勒丹策凌（1695年—1745年），为18世纪準噶尔汗国的渾台吉，策妄阿拉布坦之子。

## 生平
1727年（雍正五年），策妄阿拉布坦暴毙，他承继父位，设立了独立的军事组织“昂吉”，组建了1000人的专门炮兵部队“包沁”。两年后，雍正帝采纳大学士张廷玉的意见，以傅尔丹为靖边大将军，出北路阿尔泰；以岳钟琪为宁远大将军，出西路巴里坤。1731年（雍正九年），傅尔丹驻科布多，噶尔丹策零率準噶尔軍在和通泊之戰偷袭清軍，清軍大败。岳钟琪围魏救赵，攻打乌鲁木齐，準噶尔弃城先走，岳钟琪一无所获。雍正帝将傅尔丹免职，由马尔赛为抚远大将军，驻军归化城。1732年（雍正十年）七月，噶尔丹策零亲自东征喀爾喀蒙古，兵至杭爱山，但隨後噶尔丹策零在光顯寺之戰遭土谢图汗部扎薩克郡王额驸策棱率军三万大败，因马尔赛未加配合才得以逃脱。雍正帝怒斩马尔赛，厚赏策棱。1734年（雍正十二年），與清朝和谈，以阿尔泰山为界。西北进入了十年和平时期。1745年（乾隆十年），準噶尔汗国爆发大瘟疫，五十岁的噶尔丹策零九月在伊犁染病去世。之后，次子策妄多尔济那木扎尔和长子喇嘛达尔扎争位，十年后，清朝就攻灭了準噶尔汗国。 
女兒烏蘭巴雅爾嫁給哈薩克汗國中玉茲的巴拉克蘇丹。

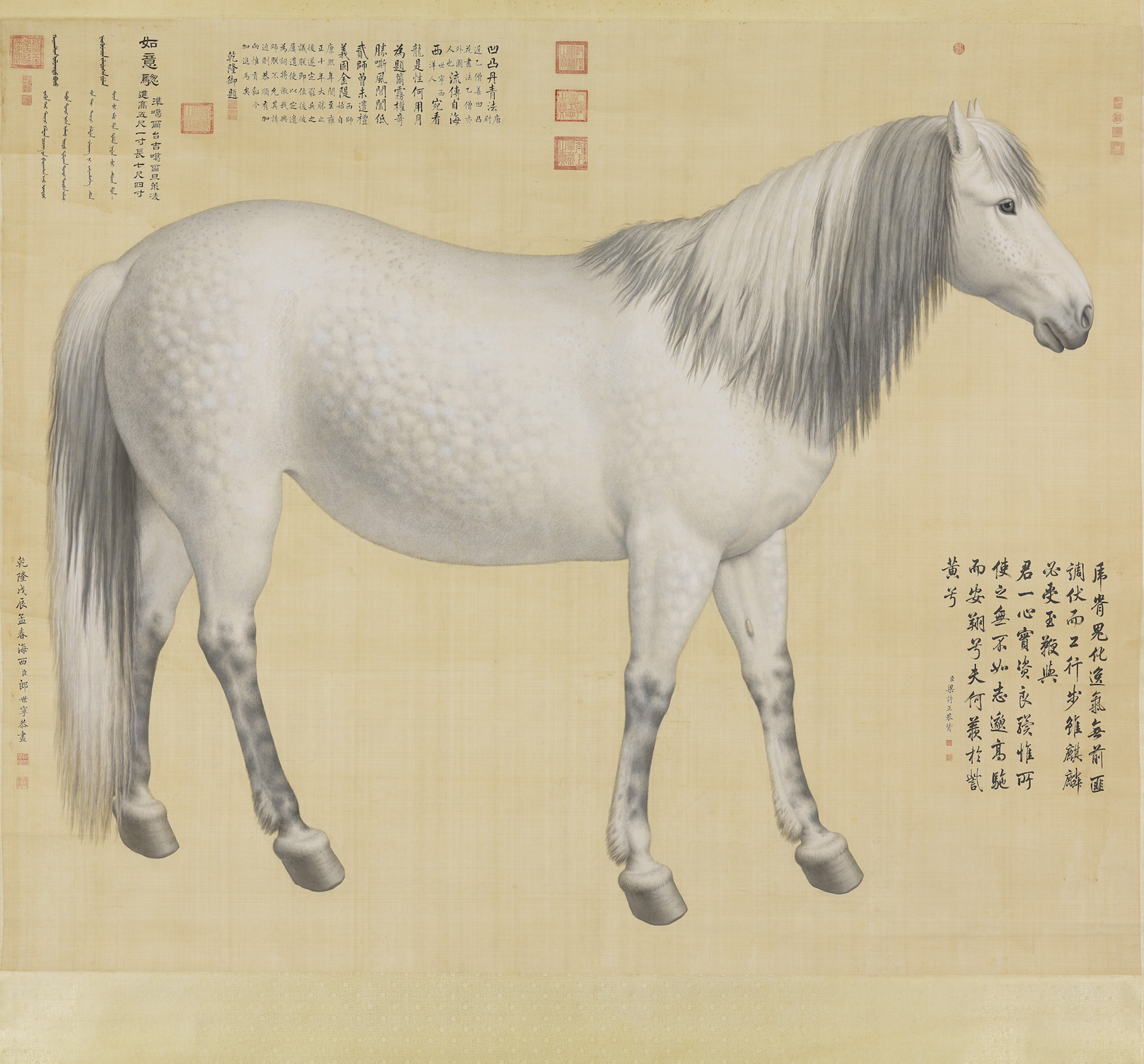
清準議和後噶爾丹策零贈送給乾隆帝的駿馬「如意驄」